# Bivongi
Bivongi là một đô thị ở tỉnh Reggio Calabria trong vùng Calabria, Ý, có cự ly khoảng 50 km về phía tây nam của Catanzaro và khoảng 80 km về phía đông bắc của Reggio Calabria. Tại thời điểm ngày 31 tháng 12 năm 2004, đô thị này có dân số 1.540 người và diện tích là 25,3 km².
Đô thị Bivongi có các frazioni (các đơn vị cấp dưới, chủ yếu là các làng) Melodari and Condoianni (tiếng Hy Lạp: Kontojannis).
Bivongi giáp các đô thị: Guardavalle, Pazzano, Stilo.

## Hình ảnh

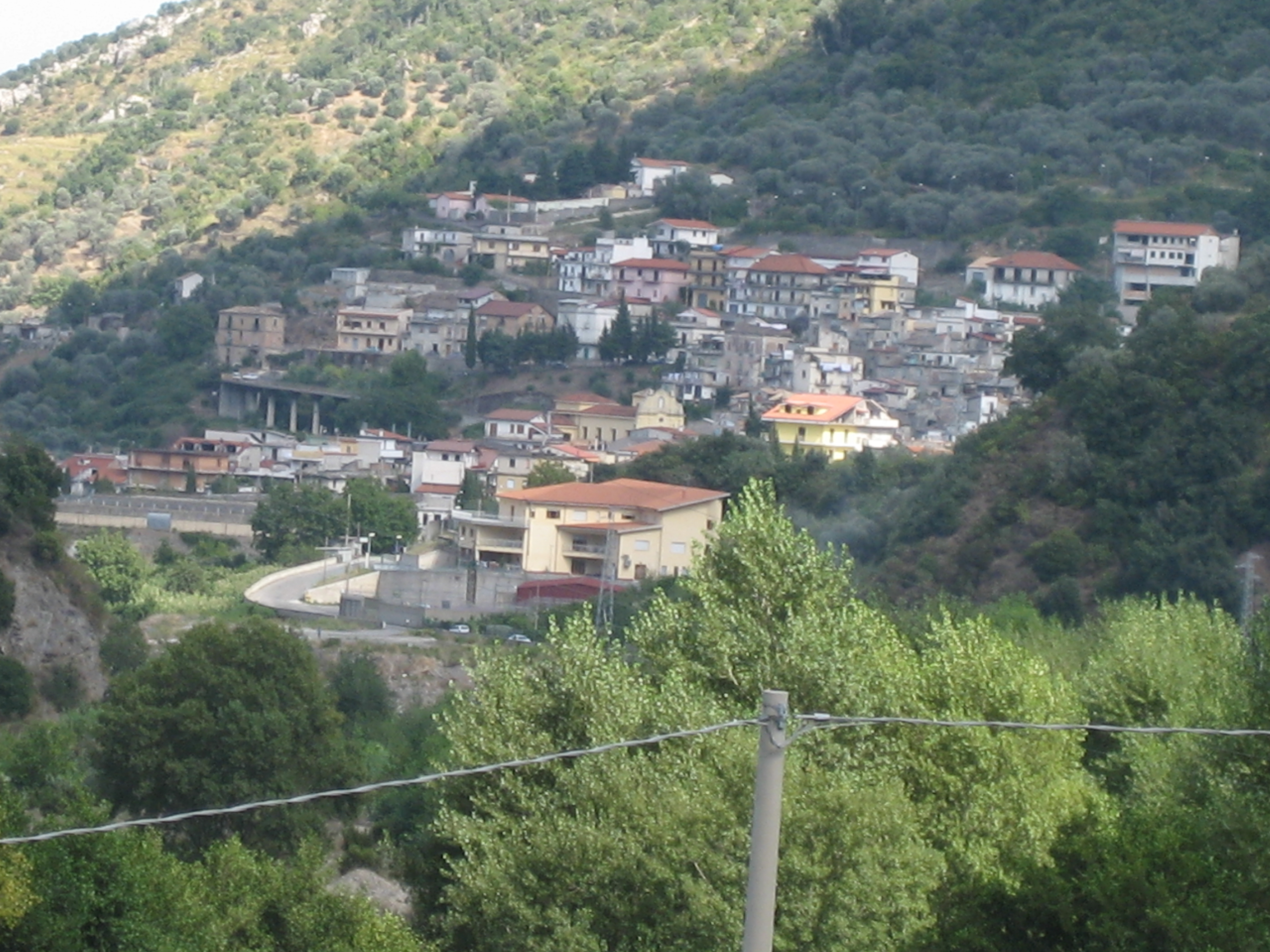
Bivongi
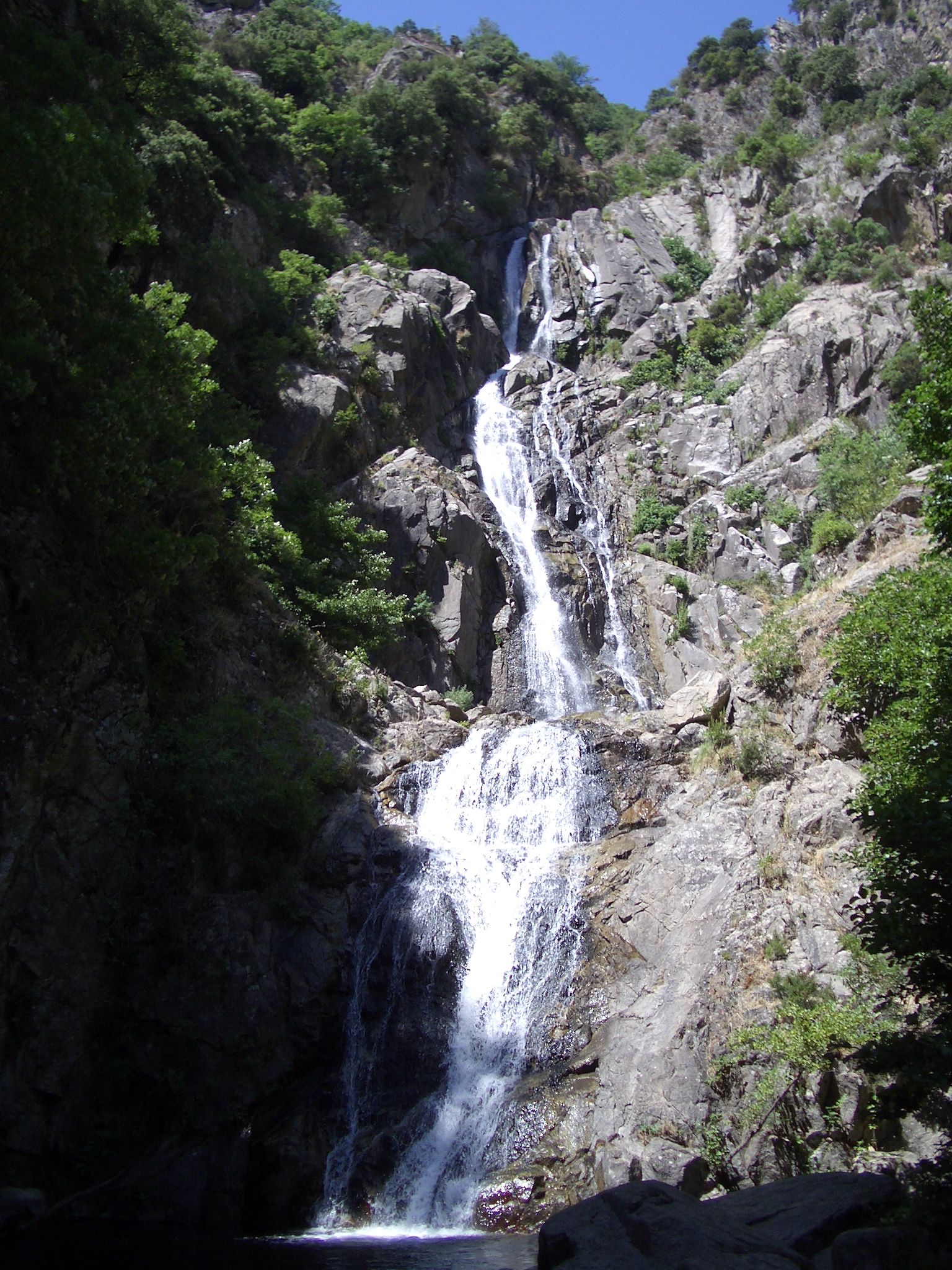
Thác nước Marmarico
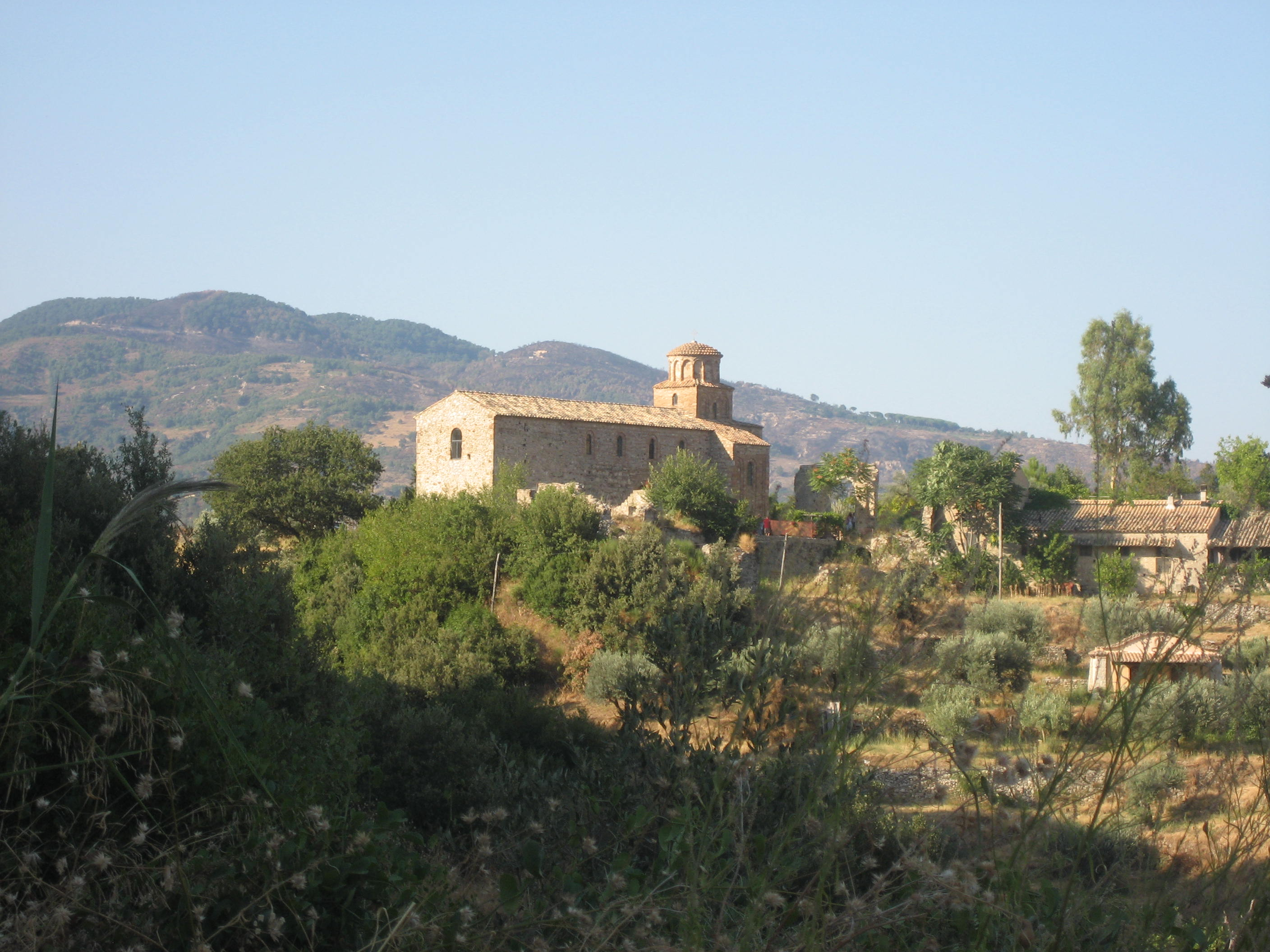
Monastero San Giovanni Therestis
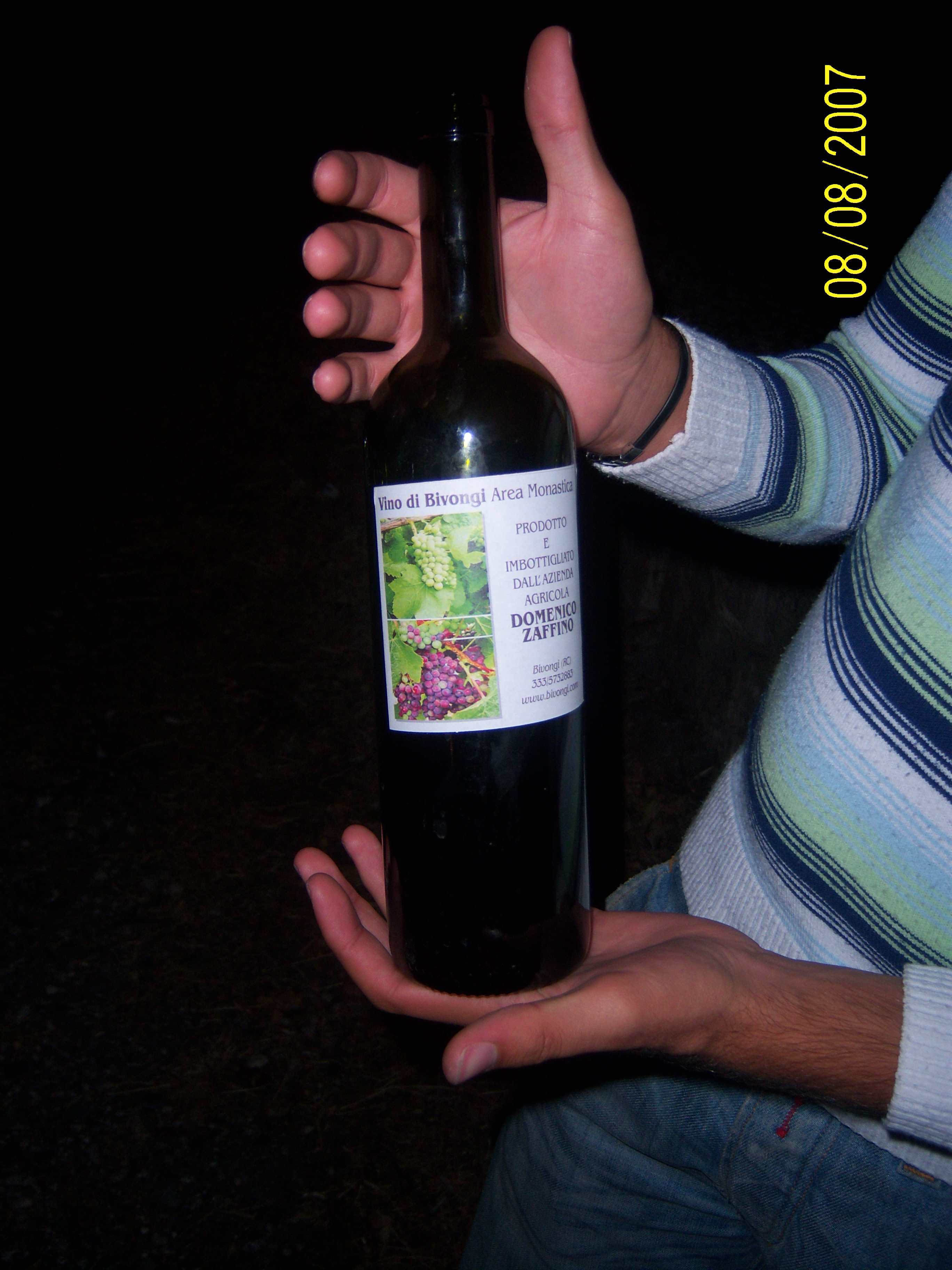
Rượu vang Bivongi DOC